# アーサー・ホームズ
アーサー・ホームズ（Arthur Holmes、1890年1月14日 - 1965年9月20日）は、イギリスの地質学者である。地質年代測定に放射性元素が使えることを発見した地質学者の一人である。

## 生涯
ニューカッスルから南東に5キロメートル離れた町であるヘバーンで生まれ、幼少期をゲーツヘッド で過ごした。1907年にインペリアル・カレッジ・ロンドンに入学、最初は物理学を学んでいたが、後に地質学に転じた。1909年からレイリー卿の下でウラニウム-鉛法による年代測定の研究に従事した。1911年には、モザンビーク探検隊に加わり、この時の成果により1917年に博士号を取得した。
1912年から1920年までインペリアル・カレッジ・ロンドンの助手を務めた後、約3年の民間企業での活動を挟んで、1924年にダラム大学で地質学教室を創設、それから20年の間、教授を務めた。1942年王立協会フェロー選出。1943年から1956年に退官するまで、エディンバラ大学の地質学鉱物学教室の教授の職にあった。
地質学者としては当時少数派であったアルフレート・ヴェーゲナーの大陸移動説の支持者であり、1928年には、大陸移動説の最大の難問であった大陸を移動させるのに充分な力を持つメカニズムとして、地球内部の熱による対流を想定する説を提案した。彼自身は、この仮説を証明する実験的な研究は行わなかったが、その後の古地磁気学を始めとする研究の進展により、この仮説は受け入れられている。これはマントル対流説と呼ばれ、現在のプレートテクトニクス理論の基となった。

## 著書
- 『一般地質学 I 原書第3版』上田誠也・貝塚爽平・兼平慶一郎・小池一之・河野芳輝 訳、東京大学出版会、1983年。ISBN 4130620819。
- 『一般地質学 II 原書第3版』上田誠也・貝塚爽平・兼平慶一郎・小池一之・河野芳輝 訳、東京大学出版会、1984年。ISBN 4130620827。
- 『一般地質学 III 原書第3版』上田誠也・貝塚爽平・兼平慶一郎・小池一之・河野芳輝 訳、東京大学出版会、1984年。ISBN 4130620835。

## 受賞歴
- 1956年: ウォラストン・メダル（ロンドン地質学会）
- 1956年: ペンローズ・メダル (Penrose Medal) （アメリカ地質学会）

## アーサー・ホームズメダル
欧州地球科学連合はホームズを記念したアーサー・ホームズメダルを創設した。

### 受賞者
- 1983年: D.S. Korzhinskii ; ハンス・ラムバーグ(H. Ramberg)
- 1985年: アルフレッド・エドワード・リングウッド (A.E. Ringwood)
- 1987年: ジェラルド・ワッサーバーグ (G.J. Wasserburg)
- 1989年: W.S. Fyfe
- 1991年: J.G. Ramsay ; M. Mattauer
- 1993年: J.F. Dewey
- 1995年: クロード・アレグル (C.J. Allègre) ; R.K. O'Nions
- 1997年: E. Stolper ; B. Wood
- 1999年: 久城育夫 (I. Kushiro)
- 2001年: F. Albarède
- 2003年: C.H. Langmuir
- 2004年: スティーヴン・スパークス (Stephen Sparks)
- 2005年: Anny Cazenave
- 2007年: Claude Jaupart
- 2008年: Anthony B. Watts
- 2009年: David Gubbins
- 2010年: Roland von Huene
- 2011年: William E. Dietrich
- 2012年: Vincent Courtillot
- 2013年: Sierd Cloetingh
- 2014年: Kevin C. A. Burke
- 2015年: Carlo Laj